# Cryptocheiridium philippinum
Cryptocheiridium philippinum är en spindeldjursart som beskrevs av Beier 1977. Cryptocheiridium philippinum ingår i släktet Cryptocheiridium och familjen dvärgklokrypare. Inga underarter finns listade i Catalogue of Life.